# Welterbe in Guinea-Bissau
Guinea-Bissau hat die Welterbekonvention 2006 ratifiziert. Die erste und bislang einzige Welterbestätte wurde 2025 aufgenommen. Es handelt sich um eine Stätte des Weltnaturerbes.

## Welterbestätten
Die folgende Tabelle listet die UNESCO-Welterbestätten in Guinea-Bissau in chronologischer Reihenfolge nach dem Jahr ihrer Aufnahme in die Welterbeliste (K – Kulturerbe, N – Naturerbe, K/N – gemischt, (G) – auf der Liste des gefährdeten Welterbes).
| Bild                                                             | Bezeichnung                                                      | Jahr | Typ | Ref. | Beschreibung |
| ---------------------------------------------------------------- | ---------------------------------------------------------------- | ---- | --- | ---- | --- |
| Küsten- und Meeresökosysteme des Bijagós-Archipels – Omatí Minhô | Küsten- und Meeresökosysteme des Bijagós-Archipels – Omatí Minhô | 2025 | N   | 1431 | Archipel in einem Mündungsdelta. Das Archipel gehört zu den artenreichsten Regionen Westafrikas. Erfüllte Kriterien für Weltnaturerbe: ix., x. |

## Tentativliste
In der Tentativliste sind die Stätten eingetragen, die für eine Nominierung zur Aufnahme in die Welterbeliste vorgesehen sind. Derzeit (2025) sind keine Stätten in der Tentativliste von Guinea-Bissau eingetragen. Die folgende Tabelle listet die Stätten in chronologischer Reihenfolge nach dem Jahr ihrer Aufnahme in die Tentativliste (K – Kulturerbe, N – Naturerbe, K/N – gemischt).
| Bild | Bezeichnung | Jahr | Typ | Ref. | Beschreibung |
| ---- | ----------- | ---- | --- | ---- | ------------ |